# فيرناندو زوكي
فيرناندو زوكي (بالإسبانية: Fernando Zuqui) (27 نوفمبر 1991 بوخان دي كويو في الأرجنتين - ) هو لاعب كرة قدم أرجنتيني في مركز الوسط. لعب مع بوكا جونيورز وغودوي كروز.

## روابط خارجية
- فيرناندو زوكي على موقع قاعدة بيانات كرة القدم.إي يو (الإنجليزية)
- فيرناندو زوكي على موقع Soccerway.com (الإنجليزية)
- فيرناندو زوكي على موقع عالم كرة القدم.نت (الإنجليزية)